# 拉氏鮻
拉氏鮻為輻鰭魚綱鯔形目鯔科的其中一種，分布於中西太平洋的澳洲昆士蘭海域，棲息在沿岸海域、河口、潟湖，體長可達26.1公分。

## 擴展閱讀
維基物種上的相關：拉氏鮻